# Coppa dell'Unione Sovietica (pallavolo maschile)
La Coppa dell'Unione Sovietica di pallavolo maschile era una competizione per club sovietici.
Tra i club più titolati il Volejbol'nyj klub CSKA e la Volejbol'nyj klub Dinamo Moskva.

## Albo d'oro
| Edizione      | Edizione          | Podio              | Podio         | Podio                 |               |
| Anno          | Sede della finale | Campione           | Risultato     | Finalista             |               |
| ------------- | ----------------- | ------------------ | ------------- | --------------------- | ------------- |
| 1950 Dettagli | Mosca             | Dinamo Mosca       | 3 - 1 (?)     | SKA Leningrado        |               |
| 1951 Dettagli | Dnipropetrovs'k   | Dinamo Mosca       | -             | Georgia               |               |
| 1952 Dettagli | Minsk             | Dinamo Mosca       | -             | VVS MVO               |               |
| 1953 Dettagli | Ivanovo           | CDSA               | -             | Spartak Kiev          |               |
| 1954-71       | -                 | Non disputata      | Non disputata | Non disputata         | Non disputata |
| 1972 Dettagli | Soči              | MGTU Mosca         | -             | Lokomotyv Kiev        |               |
| 1973 Dettagli | Soči              | Lokomotyv Kiev     | -             | SKA Rostov-na-Donu    |               |
| 1974 Dettagli | Soči              | SKA Rostov-na-Donu | -             | Dorozhnyk Odessa      |               |
| 1975          | -                 | Non disputata      | Non disputata | Non disputata         | Non disputata |
| 1976 Dettagli | Soči              | Dorozhnyk Odessa   | -             | SKA Rostov-na-Donu    |               |
| 1977 Dettagli | Soči              | Promstroj Gomel    | -             | Lokomotyv Kiev        |               |
| 1978 Dettagli | Sebastopoli       | Motor Minsk        | -             | Dinamo Moskovskaja    |               |
| 1979          | -                 | Non disputata      | Non disputata | Non disputata         | Non disputata |
| 1980 Dettagli | Volgograd         | CSKA Mosca         | -             | Vilnius               |               |
| 1981 Dettagli | Sebastopoli       | MGTU Mosca         | -             | Motor Minsk           |               |
| 1982 Dettagli | Mosca             | CSKA Mosca         | -             | Lokomotyv Charkiv     |               |
| 1983 Dettagli | Čeboksary         | Avtomobilist       | -             | Radiotechnik Riga     |               |
| 1984 Dettagli | -                 | CSKA Mosca         | -             |                       |               |
| 1985 Dettagli | Mosca             | CSKA Mosca         | -             | Dinamo Moskovskaja    |               |
| 1986 Dettagli | -                 | Iskra Odincovo     | -             | -                     |               |
| 1987 Dettagli | -                 | Iskra Odincovo     | -             | -                     |               |
| 1988 Dettagli | Kiev              | Lokomotyv Kiev     | -             | Avtomobilist          |               |
| 1989 Dettagli | San Pietroburgo   | Avtomobilist       | -             | Lokomotiv Novosibirsk |               |
| 1990 Dettagli | -                 | Lokomotyv Kiev     | -             | -                     |               |
| 1991 Dettagli | -                 | SKA Alma-Ata       | -             | -                     |               |